# Bathyphantes extricatus
Bathyphantes extricatus là một loài nhện trong họ Linyphiidae.
Loài này thuộc chi Bathyphantes. Bathyphantes extricatus được Octavius Pickard-Cambridge miêu tả năm 1876.